# 六地蔵峠
六地蔵峠（ろくじぞうとうげ）は、徳島県三好郡東みよし町にある峠。標高約963m。にし阿波お勧めビューポイント100選選定。

## 地理
東みよし町中庄と同町毛田の水の丸地区にある峠。峠道は風呂塔から北東に延びる半田川中流域への尾根道と、山口谷川流域の黒長谷から大藤谷川流域の奥村・大藤を結ぶ山越道が交差する交通の要地であった。半田と落合を結ぶ祖谷街道がこの峠を通っており、祖谷の木地師たちが半田の敷地屋へ木地を運んだり、仲持たちが半田の商店から食糧や衣料を祖谷へ運んでいた。
峠名の由来はいくつかの説がある。一つ目の説は、屋島の戦いに敗れた平家一族が逃げ延びる途中、財宝を運ばせた6人を財宝の秘密を守るためにこの峠で殺害し、その祟りを恐れた平家盛が六地蔵を峠に祀ったことにちなむ。二つ目の説は、戦国時代に中庄の山口城が長宗我部元親に攻められた際、城主である篠原好長の一族の最後の6人が、この峠までたどり着き絶命したことにちなむ。
峠からは眺望に優れ、南に石堂山・矢筈山、北には吉野川を隔てて讃岐山脈の山々を望むことができる。舗装道路が通っているが、展望に富んだハイキングの適地にもなっている。また峠の近くにはパラグライダーで有名な水の丸ふれあい公園と北緯34度東経134度地点のゆめりあ34がある。